# Sistema de numeració genealògic

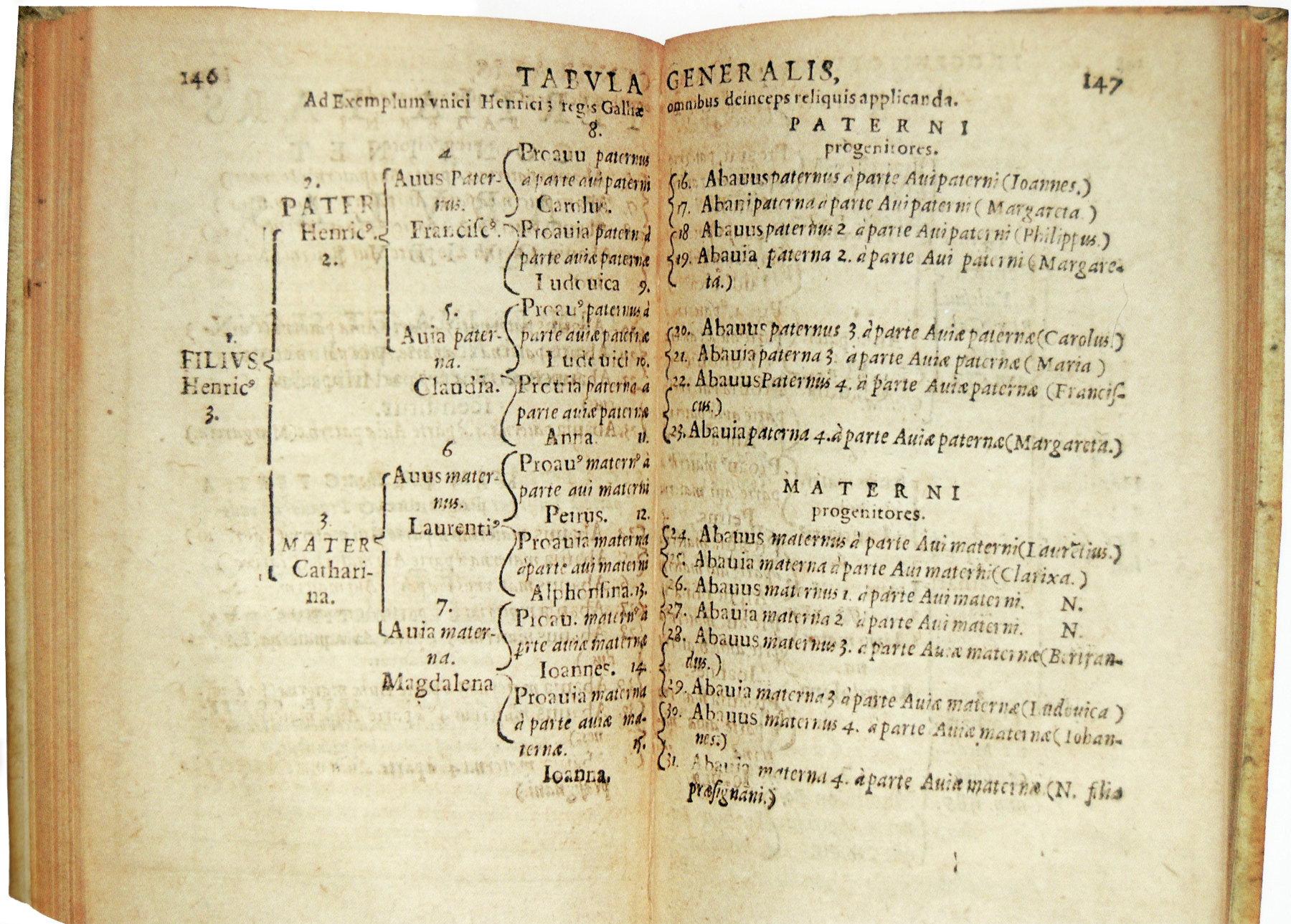
Michael von Aitzing, Thesaurus principum hac aetate in Europa viventium, 1590

Els sistemes de numeració en genealogia són mètodes utilitzats per numerar individus dins dels arbres genealògics.

## Ascendència

### Mètode Sosa-Stradonitz
El mètode Sosa-Stradonitz (també anomenat mètode Eytzinger , mètode Sosa o Ahnentafel) permet numerar els ascendents d'una persona. Va ser utilitzat per primera vegada per Michael von Aitzing (també anomenat Michael Eytzinger) el 1590.
La persona principal s’identifica amb el número 1. A partir d'una persona amb identificador n, el pare tindrà l’identificador 2n i la mare 2n +1.
Exemple per a les tres primeres generacions:
|                     |              |                | Pares        |  |  | Avis         |  |  | Besavis     |  |
|                     |              |                |              |  |  | 4 avi patern |  |  | 8 pare de 4 |  |
|                     |              |                |              |  |  | 4 avi patern |  |  | 8 pare de 4 |  |
|                     |              | 9 mare de 4    |              |  |  | 4 avi patern |  |  |             |  |
| 2 pare              |              |                |              |  |  | 4 avi patern |  |  |             |  |
|                     |              | 5 àvia paterna | 10 pare de 5 |  |  |              |  |  |             |  |
|                     |              | 5 àvia paterna | 10 pare de 5 |  |  |              |  |  |             |  |
|                     |              | 5 àvia paterna | 11 mare de 5 |  |  |              |  |  |             |  |
| 1 persona principal |              | 5 àvia paterna |              |  |  |              |  |  |             |  |
|                     | 6 avi matern | 12 pare de 6   |              |  |  |              |  |  |             |  |
|                     | 6 avi matern | 12 pare de 6   |              |  |  |              |  |  |             |  |
|                     | 6 avi matern | 13 mare de 6   |              |  |  |              |  |  |             |  |
| 3 mare              | 6 avi matern |                |              |  |  |              |  |  |             |  |
|                     |              | 7 àvia materna | 14 pare de 7 |  |  |              |  |  |             |  |
|                     |              | 7 àvia materna | 14 pare de 7 |  |  |              |  |  |             |  |
|                     |              | 7 àvia materna | 15 mare de 7 |  |  |              |  |  |             |  |
|                     |              | 7 àvia materna |              |  |  |              |  |  |             |  |

## Descendència

### Mètode Henry
El mètode Henry és un sistema de numeració de descendència creat per Reginald Buchanan Henry per a la publicació de les genealogies dels presidents dels Estats Units.
El progenitor no té cap número. Els fills es numeren per naixement i es numeren afegint un element a la identificació del pare: per als primers s’utilitza un número de l’1 al 9; per a la desena s'utilitza la lletra x; a partir de l’onzè fill s’utilitzen les lletres de a en endavant.
Exemple del començament de la genealogia de George Washington segons Henry.
| Augustine Washington (1694-1743) |  |                                                 |  |                                                 |
|                                  |  | 1 Butler Washington (n. 1716 ca)                |  |                                                 |
|                                  |  |                                                 |  |                                                 |
|                                  |  | 2 Lawrence Washington (1718-1752)               |  |                                                 |
|                                  |  |                                                 |  |                                                 |
|                                  |  |                                                 |  | 21 Jane Washington (1744-1745)                  |
|                                  |  |                                                 |  |                                                 |
|                                  |  | 22 Fairfax Washington (n. 1747)                 |  |                                                 |
|                                  |  |                                                 |  |                                                 |
|                                  |  | 23 Mildred Washington (1748-1749)               |  |                                                 |
|                                  |  |                                                 |  |                                                 |
|                                  |  | 24 Sarah Washington (1750-1752)                 |  |                                                 |
|                                  |  |                                                 |  |                                                 |
|                                  |  | 3 Augustine Washington (1720-1762)              |  |                                                 |
|                                  |  |                                                 |  |                                                 |
|                                  |  |                                                 |  | 31 Elizabeth Washington (1748-1792)             |
|                                  |  |                                                 |  |                                                 |
|                                  |  |                                                 |  | 311 Alexander Eliot Spotswood (1769-1840)       |
|                                  |  |                                                 |  |                                                 |
|                                  |  |                                                 |  | 3111 Alexander Washington Spotswood (1793-1843) |
|                                  |  |                                                 |  |                                                 |
|                                  |  |                                                 |  | 31111 Lavinia Lewis Spotswood (1827-1915)       |
|                                  |  |                                                 |  |                                                 |
|                                  |  |                                                 |  | 311111 Mary Alice Rodhouse (b. 1865)            |
|                                  |  |                                                 |  |                                                 |
|                                  |  |                                                 |  | 3111111 Errol Amos Collins (b. 1896)            |
|                                  |  |                                                 |  |                                                 |
|                                  |  |                                                 |  | 31111111 Mary Alice Collins (b. 1920)           |
|                                  |  |                                                 |  |                                                 |
|                                  |  | 31111112 Helen Mire Collins (b. 1923)           |  |                                                 |
|                                  |  |                                                 |  |                                                 |
|                                  |  | 3112 Elizabeth Washington Spotswood (1796-1873) |  |                                                 |
|                                  |  |                                                 |  |                                                 |
|                                  |  |                                                 |  | 31121 Jerial Dodge (1821-1891)                  |
|                                  |  |                                                 |  |                                                 |
|                                  |  |                                                 |  | 311211 John Lewis Dodge (1859-1904)             |
|                                  |  |                                                 |  |                                                 |

### Mètode d'Aboville
El mètode d'Aboville és un sistema de numeració de descendents creat per Jacques d'Aboville el 1940 i similar al mètode Henry.
El progenitor s’identifica amb el número 1. Als nens s’afegeix un nombre progressiu separat per un punt, ordenat per naixement (no s’utilitzen lletres).
| 1 Progenitor |  |            |  |                |
|              |  | 1.1 Fill   |  |                |
|              |  |            |  |                |
|              |  |            |  | 1.1.1 Net      |
|              |  |            |  |                |
|              |  |            |  | 1.1.1.1 Besnet |
|              |  |            |  |                |
|              |  |            |  | 1.1.1.2 Besnet |
|              |  |            |  |                |
|              |  | 1.1.2 Net  |  |                |
|              |  |            |  |                |
|              |  | 1.2 Fill   |  |                |
|              |  |            |  |                |
|              |  |            |  | 1.2.1 Net      |
|              |  |            |  |                |
|              |  |            |  | 1.2.1.1 Besnet |
|              |  |            |  |                |
|              |  | 1.2.2 Net  |  |                |
|              |  |            |  |                |
|              |  |            |  | 1.2.2.1 Besnet |
|              |  |            |  |                |
|              |  | 1.2.3 Net  |  |                |
|              |  |            |  |                |
|              |  | 1.2.4 Net  |  |                |
|              |  |            |  |                |
|              |  | 1.2.5 Net  |  |                |
|              |  |            |  |                |
|              |  | 1.2.6 Net  |  |                |
|              |  |            |  |                |
|              |  | 1.2.7 Net  |  |                |
|              |  |            |  |                |
|              |  | 1.2.8 Net  |  |                |
|              |  |            |  |                |
|              |  | 1.2.9 Net  |  |                |
|              |  |            |  |                |
|              |  | 1.2.10 Net |  |                |
|              |  |            |  |                |

### Mètode Meurgey de Tupigny
El mètode Meurgey de Tupigny és un sistema de numeració descendent creat per Jacques Meurgey de Tupigny el 1953.
Un número romà identifica la generació de membres; el segueix un nombre progressiu, únic dins de la generació.
| I Progenitor |  |             |  |             |
|              |  | II-1 Fill   |  |             |
|              |  |             |  |             |
|              |  |             |  | III-1 Net   |
|              |  |             |  |             |
|              |  |             |  | IV-1 Besnet |
|              |  |             |  |             |
|              |  | IV-2 Besnet |  |             |
|              |  |             |  |             |
|              |  | III-2 Net   |  |             |
|              |  |             |  |             |
|              |  | III-3 Net   |  |             |
|              |  |             |  |             |
|              |  | III-4 Net   |  |             |
|              |  |             |  |             |
|              |  | II-2 Fill   |  |             |
|              |  |             |  |             |
|              |  |             |  | III-5 Net   |
|              |  |             |  |             |
|              |  |             |  | IV-3 Besnet |
|              |  |             |  |             |
|              |  | IV-4 Besnet |  |             |
|              |  |             |  |             |
|              |  | IV-5 Besnet |  |             |
|              |  |             |  |             |
|              |  | III-6 Net   |  |             |
|              |  |             |  |             |